# Сантијаго де Куба
Сантијаго де Куба (шп. Santiago de Cuba) је град на Куби и седиште истоимене провинције. Налази се у југоисточној Куби. Удаљен је око 870 километара од главног града државе, Хаване. Налази се на обали која је повезана са Карипским морем и тиме представља важну луку. Према процени из 2011. у граду је живело 443.006 становника и по томе је Сантијаго де Куба други град по величини у држави.

## Становништво
Према процени, у граду је 2011. живело 443.006 становника.
| 1991.   | 2011.   |
| ------- | ------- |
| 443.149 | 443.006 |

## Познате личности из Сантијага
- Алберто Хуанторена - атлетичар
- Ана Фиделија Кирот - атлетичарка
- Антонио Мацео - генерал из Рата за независност Кубе
- Компај Сегундо - музичар (Клуб Буена виста)
- Ибрахим Ферер - музичар (Клуб Буена виста)
- Елијадес Очоа - музичар (Клуб Буена виста)
- Пол Лафарг - француски политичар и револуционар
- Деси Арназ - амерички ТВ глумац и продуцент
- Емилио Бакарди - индустријалиста и филантроп